# European Nations Cup Tweede Divisie 2002/04
De European Nations Cup Tweede Divisie 2002/04 is het vierde seizoen van de Tweede Divisie van de Europe Nations Cup, het op een na hoogste niveau in de ENC.
De Tweede Divisie bestaat uit twee groepen (2A en 2B). Elke groep speelt een volledige competitie over twee jaar.
De winnaars van de groepen promoveren naar een groep hoger en de landen op de laatste plaatsen degraderen een groep lager, hoewel dit geen effect heeft, doordat het volgende seizoen in het teken staat van de Wereldkampioenschap rugby 2007, een kwalificatie waaraan alle landen van alle divisies meedoen. Alleen de kampioen van de Tweede Divisie promoveert daadwerkelijk naar de Eerste Divisie.

## Puntensysteem
Teams kunnen als volgt punten verdienen:
- 3 punten voor een overwinning
- 2 punten voor een gelijkspel
- 1 punt voor een verloren wedstrijd
- 0 punten voor terugtrekking van een wedstrijd

## Divisie 2A

### Stand

#### Eindstand
| #  | Team      | GW | Win | Gel | Ver | Pnt | Voor | Tegen | Saldo |
| -- | --------- | -- | --- | --- | --- | --- | ---- | ----- | ----- |
| 1. | Oekraïne  | 8  | 7   | 1   | 0   | 23  | 200  | 74    | 126   |
| 2. | Duitsland | 8  | 5   | 1   | 2   | 19  | 192  | 90    | 102   |
| 3. | Nederland | 8  | 4   | 1   | 3   | 17  | 132  | 131   | 1     |
| 4. | Polen     | 8  | 2   | 1   | 5   | 13  | 130  | 164   | -34   |
| 5. | Zweden    | 8  | 0   | 0   | 8   | 8   | 52   | 247   | -195  |

#### Legenda
| Kleur | Kwalificatie voor                 |
| ----- | --------------------------------- |
|       | Kampioen, promotie naar Divisie 1 |
|       | Degradatie naar Divisie 2B        |

### Wedstrijden
| 5 oktober 2002 | Zweden | 7 - 14 | Polen | Lund |
| 5 oktober 2002 |        |        |       | Lund |

| 19 oktober 2002 | Oekraïne | 20 - 11 | Polen | Kiev |
| 19 oktober 2002 |          |         |       | Kiev |

| 24 november 2002 | Duitsland | 26 - 26 | Oekraïne | Heidelberg |
| 24 november 2002 |           |         |          | Heidelberg |

| 9 maart 2003 | Duitsland | 15 - 3 | Nederland | Hannover |
| 9 maart 2003 |           |        |           | Hannover |

| 29 maart 2003 | Polen | 15 - 37 | Duitsland | Gdynia |
| 29 maart 2003 |       |         |           | Gdynia |

| 27 april 2003 | Nederland | 18 - 24 | Oekraïne | Amsterdam |
| 27 april 2003 |           |         |          | Amsterdam |

| 27 april 2003 | Zweden | 16 - 24 | Duitsland | Trelleborg |
| 27 april 2003 |        |         |           | Trelleborg |

| 3 mei 2003 | Nederland | 39 - 26 | Zweden | Amsterdam |
| 3 mei 2003 |           |         |        | Amsterdam |

| 10 mei 2003 | Polen | 13 - 13 | Nederland | Gdynia |
| 10 mei 2003 |       |         |           | Gdynia |

| 24 mei 2003 | Oekraïne | 37 - 0 | Zweden | Kiev |
| 24 mei 2003 |          |        |        | Kiev |

| 11 oktober 2003 | Polen | 36 - 0 | Zweden | Gdynia |
| 11 oktober 2003 |       |        |        | Gdynia |

| 12 oktober 2003 | Oekraïne | 6 - 3 | Duitsland | Kiev |
| 12 oktober 2003 |          |       |           | Kiev |

| 25 oktober 2003 | Polen | 13 - 24 | Oekraïne | Łódź |
| 25 oktober 2003 |       |         |          | Łódź |

| 10 april 2004 | Nederland | 14 - 13 | Duitsland | Amsterdam |
| 10 april 2004 |           |         |           | Amsterdam |

| 25 april 2004 | Duitsland | 40 - 0 | Zweden | Hannover |
| 25 april 2004 |           |        |        | Hannover |

| 25 april 2004 | Nederland | 29 - 18 | Polen | Amsterdam |
| 25 april 2004 |           |         |       | Amsterdam |

| 1 mei 2004 | Zweden | 3 - 41 | Oekraïne | Vänersborg |
| 1 mei 2004 |        |        |          | Vänersborg |

| 8 mei 2004 | Zweden | 0 - 16 | Nederland | Stockholm |
| 8 mei 2004 |        |        |           | Stockholm |

| 16 mei 2004 | Oekraïne | 22 - 0 | Nederland | Kiev |
| 16 mei 2004 |          |        |           | Kiev |

| 16 mei 2004 | Duitsland | 34 - 10 | Polen | Hannover |
| 16 mei 2004 |           |         |       | Hannover |

## Divisie 2B

### Stand

#### Eindstand
| #  | Team        | GW | Win | Gel | Ver | Pnt | Voor | Tegen | Saldo |
| -- | ----------- | -- | --- | --- | --- | --- | ---- | ----- | ----- |
| 1. | Zwitserland | 8  | 5   | 3   | 0   | 21  | 145  | 95    | 50    |
| 2. | Denemarken  | 8  | 3   | 4   | 1   | 18  | 102  | 88    | 14    |
| 3. | Kroatië     | 8  | 3   | 1   | 4   | 15  | 114  | 95    | 19    |
| 4. | Slovenië    | 8  | 2   | 1   | 5   | 13  | 112  | 150   | -38   |
| 5. | België      | 8  | 2   | 1   | 5   | 13  | 99   | 144   | -45   |

#### Legenda
| Kleur | Kwalificatie voor          |
| ----- | -------------------------- |
|       | Promotie naar Divisie 2A   |
|       | Degradatie naar Divisie 3A |

### Wedstrijden
| 19 oktober 2002 | Kroatië | 13 - 0 | Slovenië | Zagreb |
| 19 oktober 2002 |         |        |          | Zagreb |

| 26 oktober 2002 | Denemarken | 13 - 13 | Zwitserland | Kopenhagen |
| 26 oktober 2002 |            |         |             | Kopenhagen |

| 2 november 2002 | Slovenië | 10 - 13 | Denemarken | Ljubljana |
| 2 november 2002 |          |         |            | Ljubljana |

| 2 november 2002 | Kroatië | 33 - 12 | België | Zagreb |
| 2 november 2002 |         |         |        | Zagreb |

| 9 november 2002 | Zwitserland | 24 - 15 | Kroatië | Genève |
| 9 november 2002 |             |         |         | Genève |

| 8 maart 2003 | Zwitserland | 9 - 6 | België | Bazel |
| 8 maart 2003 |             |       |        | Bazel |

| 5 april 2003 | België | 24 - 33 | Slovenië | Luik |
| 5 april 2003 |        |         |          | Luik |

| 26 april 2003 | België | 6 - 6 | Denemarken | Brussel |
| 26 april 2003 |        |       |            | Brussel |

| 3 mei 2003 | Denemarken | 8 - 8 | Kroatië | Kopenhagen |
| 3 mei 2003 |            |       |         | Kopenhagen |

| 10 mei 2003 | Slovenië | 23 - 23 | Zwitserland | Ljubljana |
| 10 mei 2003 |          |         |             | Ljubljana |

| 11 oktober 2003 | Slovenië | 22 - 20 | Kroatië | Ljubljana |
| 11 oktober 2003 |          |         |         | Ljubljana |

| 11 oktober 2003 | Zwitserland | 12 - 12 | Denemarken | Genève |
| 11 oktober 2003 |             |         |            | Genève |

| 25 oktober 2003 | Denemarken | 21 - 3 | Slovenië | Odense |
| 25 oktober 2003 |            |        |          | Odense |

| 25 oktober 2003 | Kroatië | 5 - 11 | Zwitserland | Split |
| 25 oktober 2003 |         |        |             | Split |

| 8 november 2003 | Slovenië | 3 - 15 | België | Ljubljana |
| 8 november 2003 |          |        |        | Ljubljana |

| 27 maart 2004 | België | 3 - 32 | Zwitserland | Brussel |
| 27 maart 2004 |        |        |             | Brussel |

| 10 april 2004 | Denemarken | 25 - 19 | België | Odense |
| 10 april 2004 |            |         |        | Odense |

| 17 april 2004 | Kroatië | 17 - 4 | Denemarken | Zagreb |
| 17 april 2004 |         |        |            | Zagreb |

| 17 april 2004 | Zwitserland | 21 - 18 | Slovenië | Genève |
| 17 april 2004 |             |         |          | Genève |

| 24 april 2004 | België | 14 - 3 | Kroatië | Brugge |
| 24 april 2004 |        |        |         | Brugge |